# Гарнишевский, Иустин Игнатьевич
Иусти́н Игна́тьевич Гарнише́вский (6 июля 1852, село Горчичная, Подольская губерния, Российская империя — 1920, Киев, УССР) — российский военачальник, политический деятель, генерал-майор. Участник Русско-турецкой войны 1877—1878 годов, Русско-японской и Первой мировой войн. Командир 313-го пехотного Балашовского полка, командир батальона 129-го пехотного Бессарабского полка.

## Происхождение
Родился в семье православного священника, настоятеля Свято-Дмитриевского храма села Горчичная Ушицкого уезда Подольской губернии Игнатия Саввича Гарнишевского (1818-1902) и его жены Анны Ивановны. Потомственный дворянин Подольской губернии, выходец из польского шляхетского рода Гарнишевских. Дед Савва Павлович был настоятелем храма в селе Удриевцы Каменец-Подольского уезда, прадед Павел — настоятелем храма в селе Люлинцы Литинского уезда.

## Образование и карьера
Получил домашнее образование, затем окончил Киевское пехотное юнкерское училище по II разряду.

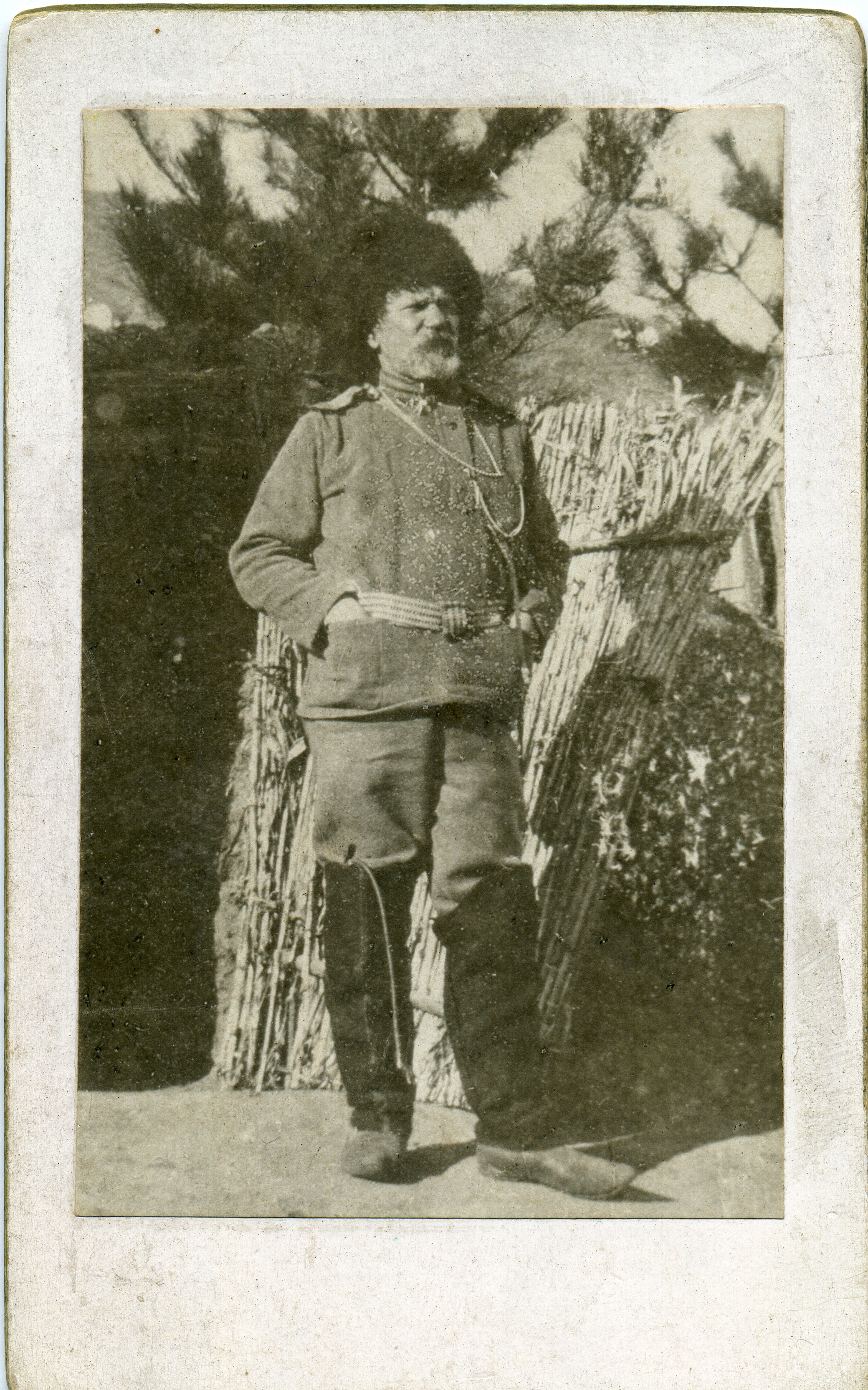
Подполковник Иустин Гарнишевский в Маньчжурии, 1904—1905 годы

В Русско-турецкую войну 1877—1878 годов служил в Рущукском отряде, позднее в Силистрии и Варне. В Русско-японскую войну был командирован от офицеров полка на фронт. Командовал 21-м Восточно-Сибирским стрелковым полком, вел боевые действия у Вафангоу, на Далинской позиции, участвовал в боях под Янзелином и на Цофантуньской позиции, в Мукденском сражении и на Чагушанских высотах. За боевые заслуги был награждён орденом Св. Анны 2 степени и чином полковника.
Основную военную службу проходил в 129 пехотном Бессарабском великого князя Михаила Александровича полку, командовал 1-м батальоном, был членом полкового офицерского суда чести. Участвовал в подавлении Первой русской революции.
В 1910 году вышел в отставку с присвоением звания генерал-майора. Занимался общественной деятельностью, после известного дела Бейлиса входил в состав Комитета по устройству в Киеве храма на могиле Андрея Ющинского.
Во время Первой мировой войны Иустин Гарнишевский был вызван из отставки и назначен командующим 313-м пехотным Балашовским полком. Под его руководством в конце 1914 — первые месяцы 1915 года в составе Северо-Западного фронта полк участвовал в кровопролитных боях на реке Бзуре и у деревни Камион, известных как «сражение на четырёх реках», закончившееся для России потерей около 200 тысяч солдат и офицеров убитыми и отступлением в Польше. Генерал был дважды контужен 11 и 20 января 1915 года и ранен 15 января, но остался в строю и продолжил командовать полком. В марте 1915 года по состоянию здоровья вторично отправлен в отставку.
Проживал в Киеве на Львовской улице в доме № 76. Входил в правление Киевского отдела Союза русского народа. 23 ноября 1915 года участвовал от киевских монархистов во всероссийском совещании монархистов в Петрограде.
Умер в 1920 году в Киеве при невыясненных обстоятельствах после занятия его войсками красной армии. Похоронен на Лукьяновском кладбище.

## Семья
Женат на дочери коллежского регистратора потомственной дворянке Софии Алексеевне Яскевич (1860 — 1921). Дети:
- Борис (28 апреля 1882—1939), полковник артиллерии (1917), участник Русско-японской, Первой мировой и Гражданской войн, командовал артиллерийским полком в армии гетмана Павла Скоропадского, служил в 7-й пехотной дивизии Вооружённых сил Юга России, участвовал в отступлении от Одессы (Бредовском походе). Остался в СССР, репрессирован, дважды осужден за антисоветскую агитацию на 10 лет исправительно-трудовых лагерей, отбывал наказание в ГУЛАГ на Вятке, в Дмитровлаге, на Беломорканале, где и умер.
- Николай (11 апреля 1883 — после 1930 года), коллежский асессор, секретарь Киевской судебной палаты по уголовным делам[12]
- Леонид (9 августа 1884 — после 1920 года), начал службу в лейб-гвардии Московском полку, ротмистр Отдельного корпуса пограничной стражи[13], впоследствии подполковник, участник Первой мировой и Гражданской войн, служил сотником в армии Украинской народной республики, в эмиграции в Чехословакии[14][15].
- Раиса (27 января 1886 — 6 октября 1960), замужем за топографом подполковником Меркурием Зосимовичем Лепилкиным (1875 -1938)[16][17], участником Первой мировой войны, в Гражданскую войну в армии Скоропадского
- Дмитрий (5 сентября 1887 — после 1915 года), поручик лейб-гвардии Павловского полка, поэт, журналист, издавался в журнале «Родина», пропал без вести 25 февраля 1915 года[18]
- Наталия (17 ноября 1888 — 23 марта 1944), замужем за штабс-капитаном Василием Григорьевичем Калениченко
- Адриан 26 ноября 1889 — 11 октября 1914), член Императорского Русского военно-исторического общества, подпоручик 129-го пехотного Бессарабского полка, убит во время Первой мировой войны в бою у деревни Буковинка[19]

Внучка Ариадна Меркурьевна Лепилкина жена заместителя министра судостроения СССР Анатолия Николаевича Демьяновича.

## Награды
Среди прочих наград имел: орден Святой Анны 2-й степени с мечами (1904), орден Святого Станислава 3-й степени с мечами и бантом (1878), орден Святого Станислава 2-й степени (1896), орден Святого Владимира 4-й степени (1901), светло-бронзовую медаль В память русско-турецкой войны 1877—1878 гг., серебряную медаль В память царствования императора Александра III.